# Yvonne Dausab
Yvonne Dausab (Katutura, 6 de noviembre de 1974) es una abogada y política namibia que se desempeñó como ministra de Justicia de Namibia de 2020 a 2025.

## Biografía
Dausab creció en Katutura, una zona segregada para la población negra en Windhoek. Completó la escuela secundaria A Shipena como delegada. Terminó la secundaria poco después de la independencia de Namibia y, gracias a diversas becas, estudió una licenciatura en Derecho y una maestría en Derecho en la Universidad del Cabo Occidental, así como una maestría en Derecho con especialización en Derechos Humanos y Democratización Africana en la Universidad de Pretoria.
Fue admitida como abogada en el Tribunal Superior de Namibia en abril de 2000, a la edad de 25 años. Posteriormente, trabajó en el ámbito de los derechos humanos en una ONG africana con sede en Lusaka (Zambia) durante cinco años antes de regresar a Namibia y ejercer la abogacía privada. En 2007, se incorporó a la Universidad de Namibia como profesora de derecho a tiempo parcial. En 2009, obtuvo un puesto en el profesorado y posteriormente fue nombrada vicedecana.
Dejó el mundo académico en 2015 cuando el presidente del país, Hage Geingob, la nombró presidenta de la Comisión de Reforma y Desarrollo Jurídico. En marzo de 2020, asumió el puesto de ministra de Justicia de Namibia, en sustitución de Sacky Shanghala. Puesto que ocupó hasta marzo de 2025 cuando la nueva presidenta del país, Netumbo Nandi-Ndaitwah, nombró a Fillemon Immanuel como nuevo ministro de Justicia.